# بابی گراهام
بابی گراهام (انگلیسی: Bobby Graham؛ زادهٔ ۲۲ نوامبر ۱۹۴۴) بازیکن فوتبال اهل بریتانیا است.
از باشگاه‌هایی که در آن بازی کرده‌است می‌توان به باشگاه فوتبال مادرول، باشگاه فوتبال ترانمره راورز، باشگاه فوتبال کاونتری سیتی، و باشگاه فوتبال لیورپول اشاره کرد.